# شقحة (الملاجم)

تعديل مصدري - تعديل

شقحة هي إحدى قرى عزلة الرشدة بمديرية الملاجم التابعة لمحافظة البيضاء، بلغ تعداد سكانها 79 نسمة حسب تعداد اليمن لعام 2004.